# Polybostrichus pagenstecheri
Polybostrichus pagenstecheri är en ringmaskart som beskrevs av Jean Louis Armand de Quatrefages de Bréau 1866. Polybostrichus pagenstecheri ingår i släktet Polybostrichus och familjen Syllidae. Inga underarter finns listade i Catalogue of Life.